# Tom Ransley
Tom Ransley (ur. 6 września 1985 w Ashford) – brytyjski wioślarz, brązowy medalista olimpijski, dwukrotny mistrz świata.

## Osiągnięcia
| Rok  | Impreza                 | Miejsce   | Konkurencja          | Lokata     |
| ---- | ----------------------- | --------- | -------------------- | ---------- |
| 2007 | Mistrzostwa świata U-23 | Glasgow   | ósemka               | 6. miejsce |
| 2007 | Mistrzostwa Europy      | Poznań    | ósemka               | 5. miejsce |
| 2008 | Mistrzostwa Europy      | Ateny     | czwórka bez sternika | 7. miejsce |
| 2009 | Mistrzostwa świata      | Poznań    | ósemka               | 5. miejsce |
| 2010 | Mistrzostwa świata      | Hamilton  | ósemka               | 2. miejsce |
| 2011 | Mistrzostwa świata      | Bled      | ósemka               | 2. miejsce |
| 2012 | Igrzyska olimpijskie    | Londyn    | ósemka               | 3. miejsce |
| 2013 | Mistrzostwa świata      | Chungju   | ósemka               | 1. miejsce |
| 2014 | Mistrzostwa świata      | Amsterdam | ósemka               | 1. miejsce |